# 美國國旗之男
〈美國國旗之男〉是美國超級英雄類型的迷你網路影集《獵鷹與酷寒戰士》的第二集，本集由麥可·卡斯特林（Michael Kastelein）編劇，卡莉·斯考格蘭德執導，於2021年3月26日在Disney+首播。本集为漫威電影宇宙的系列作品之一，與漫威電影宇宙系列電影處於同一架空世界和共同世界。安東尼·麥奇和賽巴斯汀·史坦繼續分別飾演在漫威電影宇宙系列電影中的角色「獵鷹」山姆·威爾森和「酷寒戰士」巴奇·巴恩斯，主演還包括懷特·羅素、艾琳·凱莉曼、丹尼·拉米瑞茲和丹尼爾·布爾。

## 劇情
約翰·沃克以「美國隊長」的身份參加《早安美國》的電視節目，沃克表明自己希望繼續傳承前任美國隊長史提芬·羅傑斯的使命。巴奇·巴恩斯得知此消息後對山姆·威爾森放棄盾牌的做法感到十分不滿。兩人於是前往德國慕尼黑並找到旗幟破壞者走私藥品的窩點。兩人卻誤將卡車中的組織首領卡莉·摩根索當作人質，與對方發生武力衝突。山姆和巴奇落敗，他們發覺對方的團夥中有數名超級士兵。儘管沃克和萊瑪·霍斯金前來增援，旗幟破壞者還是全部逃脫。沃克和霍斯金邀請山姆和巴奇加入自己的行列，幫助「全球遣返委員會」對付在「彈指事件」後全球不斷湧現的暴力革命，但被兩人拒絕。與此同時，卡莉收到一則來自陌生人的威脅簡訊。
山姆和巴奇前往馬里蘭州巴爾的摩探訪以賽亞·布拉德利。布拉德利是一名退役的超級士兵，曾經在中被派往朝鮮半島並嘗試抓捕巴奇。布拉德利因為不滿美國政府和九頭蛇先後將自己監禁長達三十年並被當作實驗對象，他拒絕幫助山姆和巴奇查找超級士兵血清的來源。因為巴奇長期隱瞞非裔美國人超級士兵的存在，山姆因而與他發生爭執。此時，巴奇因為錯過心理治療而被逮捕，沃克和霍斯金將巴奇保釋。他們再次提出想與山姆和巴奇合作，被拒絕後，沃克告知兩人不要礙事。旗幟破壞者的其中一員在斯洛伐克犧牲自己拖延住權力代理人的手下，其他成員乘坐飛機逃離。為了蒐集與旗幟破壞者有關的情報，山姆和巴奇前往德國柏林，探訪被囚禁的赫穆·齊莫。

## 製作

### 開發
2018年10月，漫威影業正式宣佈開發以「獵鷹」山姆·威爾森和「酷寒戰士」巴奇·巴恩斯為主要角色的迷你網路影集，安東尼·麥奇和賽巴斯汀·史坦分別回歸出演「獵鷹」山姆·威爾森和「酷寒戰士」巴奇·巴恩斯。麥爾坎·斯貝爾曼被聘為首席編劇。2019年4月，漫威公佈影集的正式片名為《獵鷹與酷寒戰士》（The Falcon and the Winter Soldier）。5月，卡莉·斯考格蘭德確認執導全部6集。執行製作人包括凱文·費吉、路易斯·德·埃斯波西托（Louis D'Esposito）、維多莉亞·阿隆索、內特·摩爾（Nate Moore）、卡莉·斯考格蘭德和麥爾坎·斯貝爾曼:15。本集由麥可·卡斯特林（Michael Kastelein）編劇，標題「美國國旗之男」是向2011年電影《美國隊長：復仇者先鋒》中歌曲致敬。

### 選角

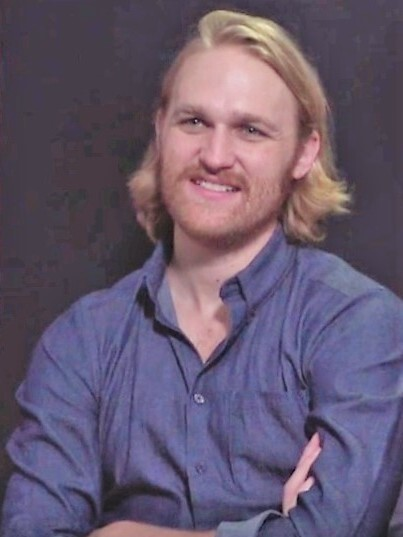
懷特·羅素飾演新任「美國隊長」約翰·沃克

本集的主要角色包括安東尼·麥奇飾演的「獵鷹」山姆·威爾森、賽巴斯汀·史坦飾演的「酷寒戰士」巴奇·巴恩斯、懷特·羅素飾演的約翰·沃克、艾琳·凱莉曼飾演的卡莉·摩根索、丹尼·拉米瑞茲飾演的維堅·托雷斯以及丹尼爾·布爾飾演的赫穆·齊莫男爵:44:12–44:46。
克萊·本尼特飾演「戰星」萊瑪·霍斯金。卡爾·魯伯利飾演以賽亞·布拉德利。戴斯蒙·詹、丹妮·迪特（Dani Deetté）和英迪亞·布西（Indya Bussey）分別飾演旗幟破壞者成員多維奇（Dovich）、琪琪（Gigi）和迪迪（DeeDee）。瑞尼·里維拉（Renes Rivera）飾演倫諾斯（Lennox）。泰勒·迪恩·弗洛雷斯（Tyler Dean Flores）飾演迪亞哥（Diego）。奈斯·鮑提斯塔（Ness Bautista）飾演馬提亞斯（Matias）。艾咪·艾奎諾飾演雷諾醫生（Dr. Raynor）:45:21。伊萊亞·理查森（Elijah Richardson）飾演伊萊·布拉德利。諾亞·米爾斯飾演尼可（Nico）:45:21。蓋柏莉·比恩德洛斯（Gabrielle Byndloss）飾演奧莉薇亞·沃克（Olivia Walker）。麥克·雷（Mike Ray）飾演阿隆索·巴柏（Alonso Barber）。尼爾·科丁斯基（Neal Kodinsky）飾演魯迪（Rudy）。莎拉·海因斯飾演自己:45:21。

### 拍攝
主體拍攝於2019年10月31日在喬治亞州亞特蘭大的松林製片廠開機。卡莉·斯考格蘭德擔當導演，P·J·迪倫（P.J. Dillon）擔當攝影指導:15。製作組還在亞特蘭大都會區和捷克布拉格完成外景拍攝。

### 特效
後期特效製作公司包括、和:46:43–46:53。

## 發行
〈美國國旗之男〉於2021年3月26日在Disney+首播。

## 迴響
〈美國國旗之男〉得到整體好評。根据評論匯總网站爛番茄汇总的37篇评论文章，100%的评论家给予该作正面评价，使之獲得「認證新鮮」標識，平均打分为8.1分（满分10分）。

## 備註
1. ↑  參見2011年電影《美國隊長：復仇者先鋒》中歌曲的官方翻譯。

## 資料來源
1. ↑  Kroll, Justin; Otterson, Joe. . Variety. 2018-10-30  [2018-10-31]. （原始内容存档于2018-10-31） （美国英语）.
2. ↑  Boucher, Geoff; Hipes, Patrick. . Deadline Hollywood. 2018-10-30  [2018-10-31]. （原始内容存档于2018-10-31） （美国英语）.
3. ↑  Dinh, Christine. . Marvel.com. 2019-04-12  [2019-04-12]. （原始内容存档于2019-04-12） （美国英语）.
4. 1 2  Fleming Jr, Mike. . Deadline Hollywood. 2019-05-20  [2019-05-20]. （原始内容存档于2019-05-20） （美国英语）.
5. 1 2   (PDF). Disney Media and Entertainment Distribution.   [2021-03-15]. （原始内容存档 (PDF)于2021-03-15） （美国英语）.
6. 1 2 3  Sepinwall, Alan. . Rolling Stone. 2021-03-26  [2021-03-26]. （原始内容存档于2021-03-26） （美国英语）.
7. 1 2 3 4 5  Kastelein, Michael. . . 第1季. 第2集.  事件发生在 45:21. 2021-03-26  [2021-03-27]. Disney+. （原始内容存档于2021-03-26） （美国英语）.片尾演職員表於42:48開始。
8. 1 2  Romano, Nick. . Entertainment Weekly. 2021-03-26  [2021-03-26]. （原始内容存档于2021-03-26） （美国英语）.
9. ↑  Anderson, Jenna. . ComicBook.com. 2019-10-31  [2019-11-01]. （原始内容存档于2019-11-01） （美国英语）.
10. ↑  Perine, Aaron. . ComicBook.com. 2019-10-20  [2019-10-21]. （原始内容存档于2019-10-20） （美国英语）.
11. ↑  Raftery, Brian. . Men's Health. 2019-06-26  [2019-10-21]. （原始内容存档于2019-06-26） （美国英语）.
12. ↑  2019年11月至2020年2月，製作組在亞特蘭大進行拍攝作業的資料來源：
  - Walljasper, Matt. . Atlanta. 2019-11-27  [2020-04-03]. （原始内容存档于2019-12-11） （美国英语）.
  - Walljasper, Matt. . Atlanta. 2019-12-30  [2020-04-03]. （原始内容存档于2020-03-02） （美国英语）.
  - Walljasper, Matt. . Atlanta. 2020-01-31  [2020-04-03]. （原始内容存档于2020-03-02） （美国英语）.
  - Walljasper, Matt. . Atlanta. 2020-02-29  [2020-03-02]. （原始内容存档于2020-03-02） （美国英语）.
13. ↑  Perine, Aaron. . ComicBook.com. 2020-10-10  [2020-10-10]. （原始内容存档于2020-10-10） （美国英语）.
14. ↑  Frei, Vincent. . Art of VFX. 2021-03-16  [2021-03-19]. （原始内容存档于2021-03-19） （美国英语）.
15. ↑  . The Futon Critic.   [2021-03-26]. （原始内容存档于2021-03-26） （美国英语）.
16. ↑  . Rotten Tomatoes. Fandango Media.   [2024-02-27] （美国英语）.

## 外部連結
- 互联网电影数据库上美國國旗之男的资料（英文）